# Rue Simonet
La rue Simonet est une voie du 13e arrondissement de Paris située dans le quartier de la Buttes.

## Situation et accès
La rue Simonet est desservie à proximité par la ligne 6 à la station Corvisart.

## Origine du nom
La rue tire son nom d'un propriétaire local appelé « Simonet ».

## Historique
Ancien « passage Simonet », cette voie est classée dans la voirie de Paris sous le nom de « rue Simonet » par arrêté municipal du 9 juin 1931.

## Bâtiments remarquables et lieux de mémoire
L'art urbain est présent dans cette rue.